# Palogne
Palogne  est un hameau du village de Vieuxville en province de Liège (Belgique). Administrativement il fait partie de la commune de Ferrières en province de Liège (Région wallonne de Belgique). Avant la fusion des communes, le hameau faisait partie de la commune de Vieuxville.

## Situation
Palogne se trouve au confluent de la Lembrée et de l'Ourthe. Une route en cul-de-sac mène à ce hameau composé essentiellement d'une ancienne ferme et de ses dépendances. 
Une passerelle sur l'Ourthe permet de rejoindre le RAVeL 5 en direction de Sy. La rivière fait ici office de limite provinciale entre Liège et Luxembourg.

## Étymologie
Palogne signifie le Pas de Logne. Le lieu était un passage sur l'Ourthe de la voie menant de Stavelot à Durbuy et plus localement de Vieuxville à Bomal.

## Histoire
Palogne était un endroit marécageux parcouru par plusieurs bras de la Lembrée avant sa confluence avec l'Ourthe. Cette zone humide maintenue comme telle était un élément de défense au pied du château-fort de Logne jusqu'à sa destruction en 1521. Au cours du XVIIIe siècle, les abbés de Stavelot, propriétaires des lieux, autorisent l'assèchement des marais et la première construction du hameau, la ferme de Palogne. Le lieu étant peu propice à la culture, cette ferme était essentiellement le centre d’un grand verger mais aussi le lieu de résidence d’un passeur d’eau. À la fin de l’Ancien Régime, en 1794, la ferme est vendue à un officier français, Étienne-Joseph Regnier, accusateur public puis procureur de la République. Au XIXe siècle, la famille Dupont, originaire de My, devient propriétaire et fait construire un manoir à proximité de la ferme. Un moulin à eau sur la Lembrée est aussi réalisé à cette époque. Pendant l'entre deux guerres, la famille Lawarrée, devenue propriétaire, y installe un hôtel restaurant tout en continuant l'exploitation agricole. À la fin des années 1970, Édouard Lawarrée, le dernier passeur d’eau, cède la propriété à la Communauté française de Belgique qui y développe un centre touristique et récréatif. Depuis 1978, une passerelle permet de franchir l'Ourthe.

## Patrimoine
- La ferme de Palogne est connue pour être un lieu touristique. Plusieurs activités récréatives et sportives y sont pratiquées comme la descente de l'Ourthe en kayak.